# Lennart Nilsson (fotbollsspelare)
Bo Lennart Roger Nilsson, född den 1 januari 1959, är en före detta svensk fotbollsspelare som spelade som mittfältare för IF Elfsborg och IFK Göteborg. Han spelade även 6 matcher för Sveriges landslag. Han är mest känd för att ha gjort IFK Göteborgs avgörande mål i Uefacupens final 1987.

## Klubbkarriär
Nilsson började sin karriär i IF Elfsborg där han spelade i åtta säsonger innan han 1987 bytte klubb till IFK Göteborg. Flytten från Elfsborg till Göteborg kostade klubben 1,1 miljoner kronor och var en av Sveriges dyraste övergångar. I IFK Göteborg så gjorde Nilsson det avgörande målet i Uefacupens final 1987 mot skotska Dundee United FC. Nilsson drogs sedan med en knäskada som gjorde att han missade en hel säsong. Nilsson hann dock vara med när IFK Göteborg vann Allsvenskan 1990, innan han pensionerade sig. Totalt spelade han 109 A-lagsmatcher och gjorde 27 mål för IFK Göteborg, varav 52 matcher och 12 mål i Allsvenskan.

## Landslagskarriär
Nilsson debuterade för det svenska landslaget den 13 november 1982 när han byttes in i en kvalmatch till Europamästerskapet 1984 borta mot Cypern, en match som Sverige vann med 1-0. Nilsson spelade 6 matcher för landslaget och gjorde 0 mål.

## Meriter
Med IFK Göteborg
- Fotbollsallsvenskan: 1990[1]
- Uefacupen: 1986/1987[2]